# Ute Frank
Ute Frank (* 1952) ist eine deutsche Architektin und emeritierte Universitätsprofessorin.

## Werdegang
Ute Frank studierte zwischen 1969 und 1975 Architektur an der Technischen Hochschule Karlsruhe und von 1975 bis 1979 Architektur an der Technischen Universität Berlin. Sie lehrte nach dem Diplom bis 1986 als wissenschaftliche Mitarbeiterin am Institut für Stadt- und Regionalplanung und arbeitete in verschiedenen Architekturbüros in Berlin. 1986 gründete Frank mit Georg Augustin ein Architekturbüro in Berlin. 2020 trat Steffen Winkler als Partner in das Büro ein, es folgte die Umfirmierung in Augustin und Frank / Winkler. Ute Frank lehrte zwischen 1989 und 1990 am Institut für Stadt- und Regionalplanung und zwischen 2007 und 2017 als Professorin am Institut für Baukonstruktion und Entwerfen an der TU Berlin. Sie ist Mitglied im Bund Deutscher Architekten.

## Bauwerke
siehe Augustin und Frank / Winkler

## Auszeichnungen und Preise
siehe Augustin und Frank / Winkler

## Ehemalige Assistenten
- 2007–2012: Helga Blocksdorf
- 2007–2012: Marius Mensing
- 2007–2012: Anca Timofticiuc